# 1980年夏季残疾人奥林匹克运动会巴哈马代表团
1980年夏季残疾人奥林匹克运动会巴哈马代表团是巴哈马派出的1980年夏季残疾人奥林匹克运动会代表团。获得1枚银牌和2枚铜牌。